# ميخائيل بنتلي
ميخائيل بنتلي (14 فبراير 1934 - )  (بالإنجليزية: Michael Bentley)‏ هو لاعب كريكت بريطاني.

## وصلات خارجية
- ميخائيل بنتلي على موقع إي آس بي آن كريك إنفو (الإنجليزية)